# Psychotria serpens
Psychotria serpens là một loài thực vật có hoa trong họ Thiến thảo. Loài này được L. miêu tả khoa học đầu tiên năm 1771.

## Hình ảnh

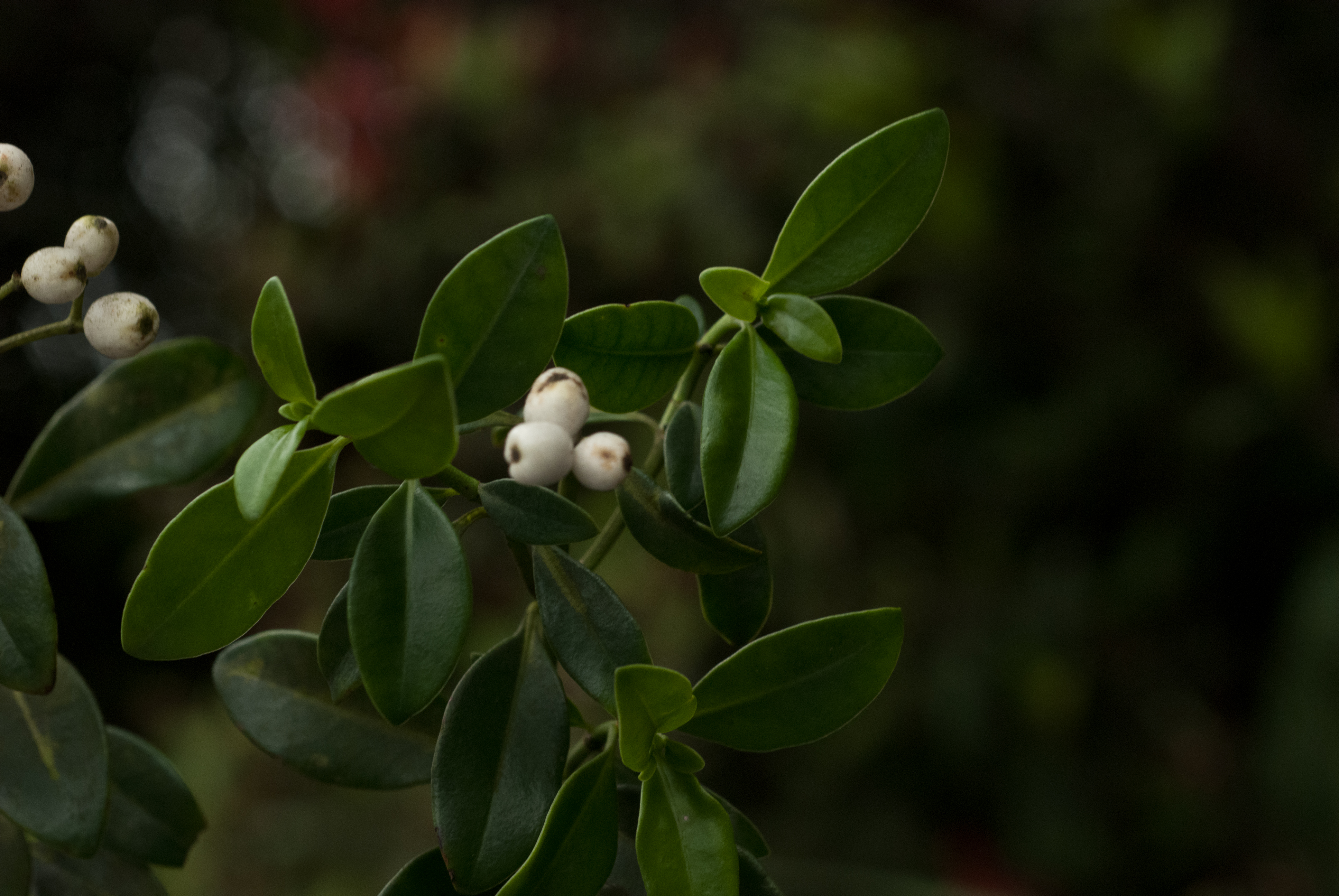
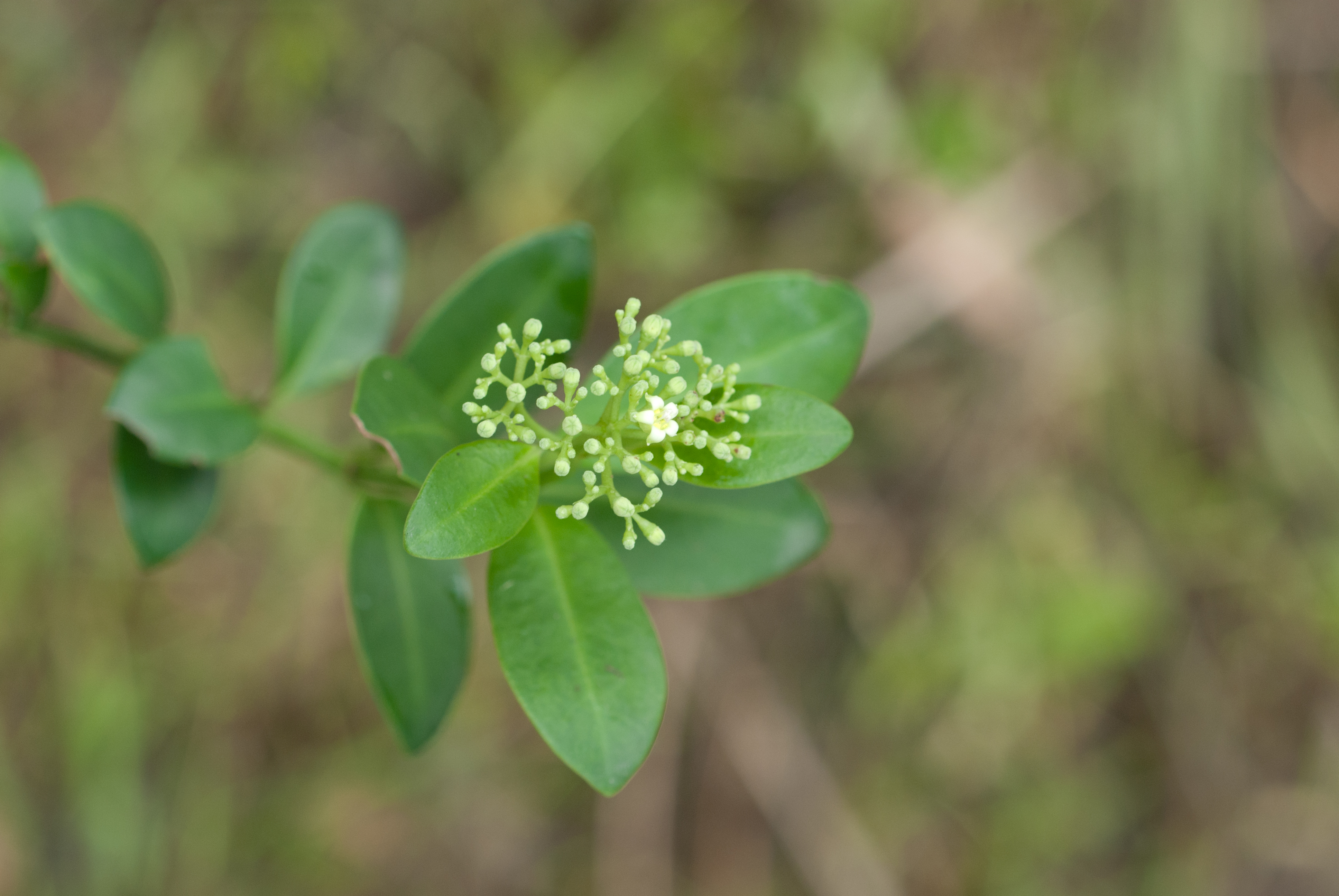